# Austevoll Seafood
Austevoll Seafood ASA (OSE: AUSS
) er en børsnoteret norsk fiskekoncern. Virksomheden har hovedkvarter i Storebø på Austevoll, hvor Austevoll Havfiske AS blev etableret i 1981 af Helge Møgster, Ole Rasmus Møgster og deres far. De har igennem de senere år foretaget en række opkøb af fiskevirksomheder, og de omsætter i dag for 36,645 mia. norske kroner (2024).
Forretningsomfanget inkluderer fiskerifartøjer, fiskemelsfabrikker, fiskekonservesfabrikker, fersk- og frossenfisk-fabrikker og opdræt af laks i havbrug. 
De har virksomhed i Norge, Danmark, Shetlandsøerne, Chile (Foodcorp Chile) og Peru (Austral Group).
Siden 2008 har de ejet 52,69 % af Lerøy Seafood Group.